# Applegate Lake
Applegate Lake est un lac américain situé dans le comté de Jackson dans l’État de l'Oregon. Il s'est constitué à la suite de la construction d'un barrage en 1980.

## Source de la traduction
- (en) Cet article est partiellement ou en totalité issu de l’article de Wikipédia en anglais intitulé « Applegate Lake » (voir la liste des auteurs).